# Patrick Ryborn
Patrick Ryborn, född 1965 i Hamrånge, Gästrikland, är en svensk filmproducent.
Han grundade produktionsbolaget Fladen Film 1998 tillsammans med Hannes Holm och Måns Herngren och är idag Head of Production vid Eyeworks Scandi Fiction.

## Filmografi

### Som producent
- Naken (1995)
- En fot i graven (2000)
- Det blir aldrig som man tänkt sig (2000)
- Klassfesten (2002)
- Skenbart (2003)
- Bombay Dreams (2004)
- Varannan vecka (2006)
- Underbar och älskad av alla (2007)
- Allt flyter (2008)
- Kenny Begins (2009)
- Himlen är oskyldigt blå (2010)
- Sune i Grekland - All Inclusive (2012)
- En fiende att dö för (2012)
- Sune på bilsemester (2013)
- Hallonbåtsflyktingen (2014)
- Sune i fjällen (2014)

### Som exekutiv producent
- Allt flyter (2008)
- Kärlek deluxe (2014)